# تشاد سانتوس
تشاد سانتوس (بالإنجليزية: Chad Santos)‏ هو لاعب كرة قاعدة أمريكي، ولد في 28 أبريل 1981 في هونولولو في الولايات المتحدة.

## وصلات خارجية
- تشاد سانتوس على موقعبيزبول رفرنس.كوم (الدوري الرئيسي) (الإنجليزية)
- تشاد سانتوس على موقعبيزبول رفرنس.كوم (الدوري الثانوي) (الإنجليزية)